# Амерст Сентер (Масачусетс)
Амерст Сентер (енгл. Amherst Center) насељено је место без административног статуса у америчкој савезној држави Масачусетс.

## Демографија
По попису из 2010. године број становника је 19.065, што је 2.015 (11,8%) становника више него 2000. године.
| Група             | 2000.          | 2010.          |
| Белци             | 13.400 (78,6%) | 14.416 (75,6%) |
| Афроамериканци    | 878 (5,1%)     | 1.057 (5,5%)   |
| Азијати           | 1.368 (8,0%)   | 1.817 (9,5%)   |
| Хиспаноамериканци | 916 (5,4%)     | 1.249 (6,6%)   |
| Укупно            | 17.050         | 19.065         |